# Friedrich Kirchner
Friedrich Kirchner (26 de marzo de 1885 - 6 de abril de 1960) fue un General der Panzertruppen alemán durante la II Guerra Mundial quien comandó la 1.ª División Panzer y el LVII Cuerpo Panzer. Recibió la Cruz de Caballero de la Cruz de Hierro con Hojas de Roble y Espadas. 

## Carrera
Friedrich Kirchner se unió al Ejército sajón en 1899 y se convirtió en oficial en 1907. Durante la I Guerra Mundial sirvió en la 23ª División. Después de la I Guerra Mundial fue retenido en el Reichsheer. Kirchner fue promovido a Mayor en 1928 y desde 1929 sirvió en el estado mayor de una división de caballería. Kircher fue promovido a Oberst en 1934 y seleccionado como comandante de un regimiento de infantería en la 1.ª División Panzer el 15 de octubre de 1935 y oficial comandante de una brigada de infantería el 10 de noviembre de 1938. Fue ascendido a Generalmajor en marzo de 1938.
Participó en la invasión de Polonia como comandante de brigada; fue seleccionado comandante de la 1.ª División Panzer en noviembre de 1939. El 1 de abril de 1940 fue ascendido a Generalleutnant. Kirchner lideró la división en la Batalla de Francia y recibió la Cruz de Caballero de la Cruz de Hierro el 20 de mayo de 1940. Entonces tomó el mando del LVII Cuerpo de Ejército el 15 de noviembre de 1941 y retuvo el mando de la unidad (redesignada LVII Cuerpo Panzer) hasta el fin de la II Guerra Mundial.

## Carrera militar – Ascensos
- Fahnenjunker (Cadete) – 25 de abril de 1905
- Leutnant (Teniente) – 18 de agosto de 1906
- Oberleutnant (Teniente Primero) – 18 de noviembre de 1914
- Hauptmann (Capitán) – 22 de marzo de 1916
- Major (Mayor) – 1 de febrero de 1929
- Oberstleutnant (Teniente Coronel) – 1 de junio de 1933
- Oberst (Coronel) – 1 de junio de 1935
- Generalmajor (Mayor General) – 1 de enero de 1939
- Generalleutnant (Teniente General) – 1 de diciembre de 1940
- General der Panzertruppen (General de tropas blindadas) – 1 de agosto de 1942

## Condecoraciones
- Cruz de Hierro (1914) 2.ª Clase (1 de octubre de 1914) & 1.ª Clase (26 de septiembre de 1917)[3]
- Broche de la Cruz de Hierro (1939) 2.ª Clase (22 de septiembre de 1939) & 1.ª Clase (4 de octubre de 1939)[3]
- Cruz Alemana en Oro el 22 de abril de 1942 como Generalleutnant y comandante de la 1.ª División Panzer[4]
- Cruz de Caballero de la Cruz de Hierro con Hojas de Roble y Espadas
  - Cruz de Caballero el 20 de mayo de 1940 como Generalleutnant y comandante de la 1.ª División Panzer[5]
  - Hojas de Roble el 12 de febrero de 1944 como General der Panzertruppe y comandante general del LVII. Panzer-Korps[5]
  - Espadas el 26 de enero de 1945 como General der Panzertruppe y comandante general del LVII. Panzer-Korps[5]
- Real Orden Militar de San Enrique - Cruz de Caballero – 19 de julio de 1918 (Sajonia)
- Caballero de 1.ª Clase con espadas y Corona de la Orden de Alberto de Sachsen (Sajonia)
- Cruz de Honor para los combatientes del Frente de 1914-1918 - 1934
- Mención de su nombre en el Informe de la Wehrmacht (1.ª vez) – 4 de febrero de 1943
- Mención de su nombre en el Informe de la Wehrmacht (2.ª vez) – 27 de noviembre de 1944
- Insignia de combate de tanques de plata
- Medalla "Batalla de invierno en el Este 1941/42
- Cruz al Mérito Militar de 3.ª Clase con Decoración de Guerra (Austria)
- Premio de la Wehrmacht de 4.ª Clase por 4 años de Servicios
- Premio de la Wehrmacht de 3.ª Clase por 12 años de Servicios
- Premio de la Wehrmacht de 2.ª Clase por 18 años de Servicios
- Premio de la Wehrmacht de 1.ª Clase por 25 años de Servicios